# Източна райска мухоловка
Източна райска мухоловка (Vidua paradisaea) е вид птица от семейство Viduidae.

## Разпространение
Видът е разпространен в Ангола, Ботсвана, Буркина Фасо, Гамбия, Гвинея, Еритрея, Етиопия, Замбия, Зимбабве, Камерун, Демократична република Конго, Кения, Малави, Мали, Мавритания, Мозамбик, Намибия, Нигер, Нигерия, Сенегал, Сомалия, Судан, Свазиленд, Танзания, Уганда, Чад, Южна Африка и Южен Судан.